# Нову (Іллінойс)
Нову (англ. Nauvoo) — місто (англ. city) в США, в окрузі Генкок штату Іллінойс. Населення — 950 осіб (2020). Розташоване на височині біля річки Міссісіпі. Центр сільськогосподарського району (фрукти, кукурудза, соя), виробництва сиру і вина.

## Географія
Нову розташований за координатами 40°32′40″ пн. ш. 91°22′58″ зх. д. / 40.54444° пн. ш. 91.38278° зх. д. (40.544534, -91.382815).  За даними Бюро перепису населення США в 2010 році місто мало площу 12,50 км², з яких 8,77 км² — суходіл та 3,73 км² — водойми.  Розташоване на височині біля річки Міссісіпі.

## Історія

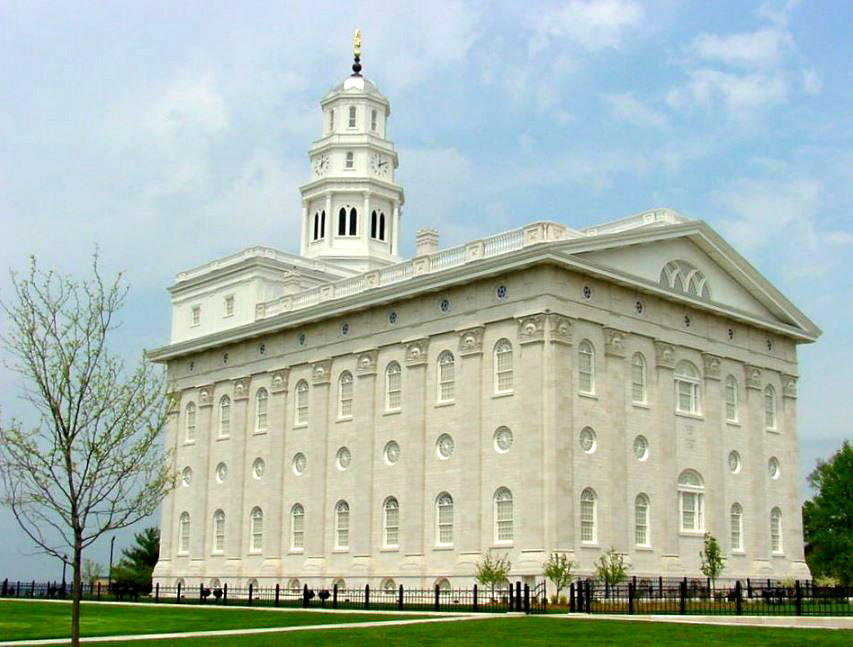
Храм Іллінойсько Церкви у Нову

Нову засноване близько 1830, отримало статус міста з 1841. Стало місцем створення двох громад: поселення мормонів (1839) та Ікарі (1850).
Після відходу з Міссурі в 1839 мормони купили це містечко, що тоді називалося Коммерс, змінили його назву на Нову і вирішили зробити своєю столицею. Воно швидко зростало за рахунок припливу мормонів з Англії, і в 1845 його населення становило не менше 12 тис. осіб, тобто Нову на той період було найбільшим містом в Іллінойсі. В 1846 внаслідок сутичок з місцевими жителями (Мормонська війна) мормони були змушені покинути його.
Ікарія проіснувало з 1850 по 1856. Пізніше в містечку селилися німці, займалися виноробством та виробництвом сиру.
Нині щорічно восени проводиться Фестиваль винограду та церемонія під назвою «Шлюб вина і сиру».
Місто постраждало під час повеней 1993 року.

## Демографія
Згідно з переписом 2010 року, у місті мешкало 1149 осіб у 494 домогосподарствах у складі 351 родини. Густота населення становила 92 особи/км².  Було 669 помешкань (54/км²).
Расовий склад населення:
| - 97,7 % — білих - 0,6 % — чорних або афроамериканців - 0,3 % — вихідців з тихоокеанських островів - 0,3 % — корінних американців |

До двох чи більше рас належало 0,9 %. Частка іспаномовних становила 1,6 % від усіх жителів.
За віковим діапазоном населення розподілялося таким чином: 19,9 % — особи молодші 18 років, 50,2 % — особи у віці 18—64 років, 29,9 % — особи у віці 65 років та старші. Медіана віку мешканця становила 51,6 року. На 100 осіб жіночої статі у місті припадало 90,5 чоловіків;  на 100 жінок у віці від 18 років та старших — 88,1 чоловіків також старших 18 років.
Середній дохід на одне домашнє господарство  становив 67 392 долари США (медіана — 46 406), а середній дохід на одну сім'ю — 74 614 долари (медіана — 54 531). За межею бідності перебувало 9,3 % осіб, у тому числі 9,0 % дітей у віці до 18 років та 9,2 % осіб у віці 65 років та старших.
Цивільне працевлаштоване населення становило 521 осіб. Основні галузі зайнятості: науковці, спеціалісти, менеджери — 19,4 %, освіта, охорона здоров'я та соціальна допомога — 17,3 %, мистецтво, розваги та відпочинок — 10,6 %, виробництво — 8,4 %.

## Пам'ятки
Серед визначних пам'яток міста: бревенчата хатина, особняк та могила Джозефа Сміта, будинок Бригама Янґа, будинки та школи Ікарі.